# OFK Nesebar
OFK Nesebar (Bulgaars: Офк Несебър) is een voetbalclub uit Nesebar, Bulgarije.

## Geschiedenis
De club werd opgericht in 1946. In 1949 werden de meeste clubs in Bulgarije ontbonden en vervangen door nieuwe clubs. In Nesebar, werden Dinamo en Tsjerveno zname opgericht. In 1957 werd deze maatregel teruggedraaid en fuseerden deze clubs terug tot Tsjernomorets. 
In 1974 promoveerde de club voor het eerst naar de tweede klasse en speelde er drie seizoenen. Na een degradatie kon de club onmiddellijk terugkeren en speelde nu vijf seizoenen in de tweede klasse. hierna duurde het tot 1990 vooraleer de club opnieuw voor vijf seizoenen kon terugkeren. 
In 2000 promoveerde Nesebar voor één seizoen en na een nieuwe promotie in 2003 kon de club eindelijk promotie afdwingen naar de hoogste klasse, echter kon de club het daar niet volhouden. In 2012 degradeerde de club ook weer uit de tweede klasse. De club keerde terug van 2016 tot 2019. In 2023 kon de club opnieuw promotie afdwingen, maar verzaakte hier uiteindelijk aan. Een jaar later promoveerde de club alsnog.

## Naamswijzigingen
- Tsjernomorets (1946-1948)
- Dinamo (1949-1957)
- Tsjernomorets (1957-1979)
- Slantsjev Brjaf (1979-1993)
- OFK Nesebar (1993-....)

Pirin Blagoëvgrad · 
Dobroedzja Dobritsj · 
Marek Doepnitsa ·
Fratrija ·
Lokomotiv Gorna Orjachovitsa ·
Jantra · 
Litex Lovetsj · 
Loedogorets II ·  
Montana · 
Nesebar ·
Minjor Pernik ·
Belasitsa Petritsj ·   
Spartak Pleven ·   
Botev Plovdiv II ·
Doenav Roese ·
Stroemska Slava Radomir · 
CSKA 1948 Sofia II · 
CSKA Sofia II ·
Sportist Svoge · 
Etar Veliko Tarnovo